# Guillaume de Vaudoncourt

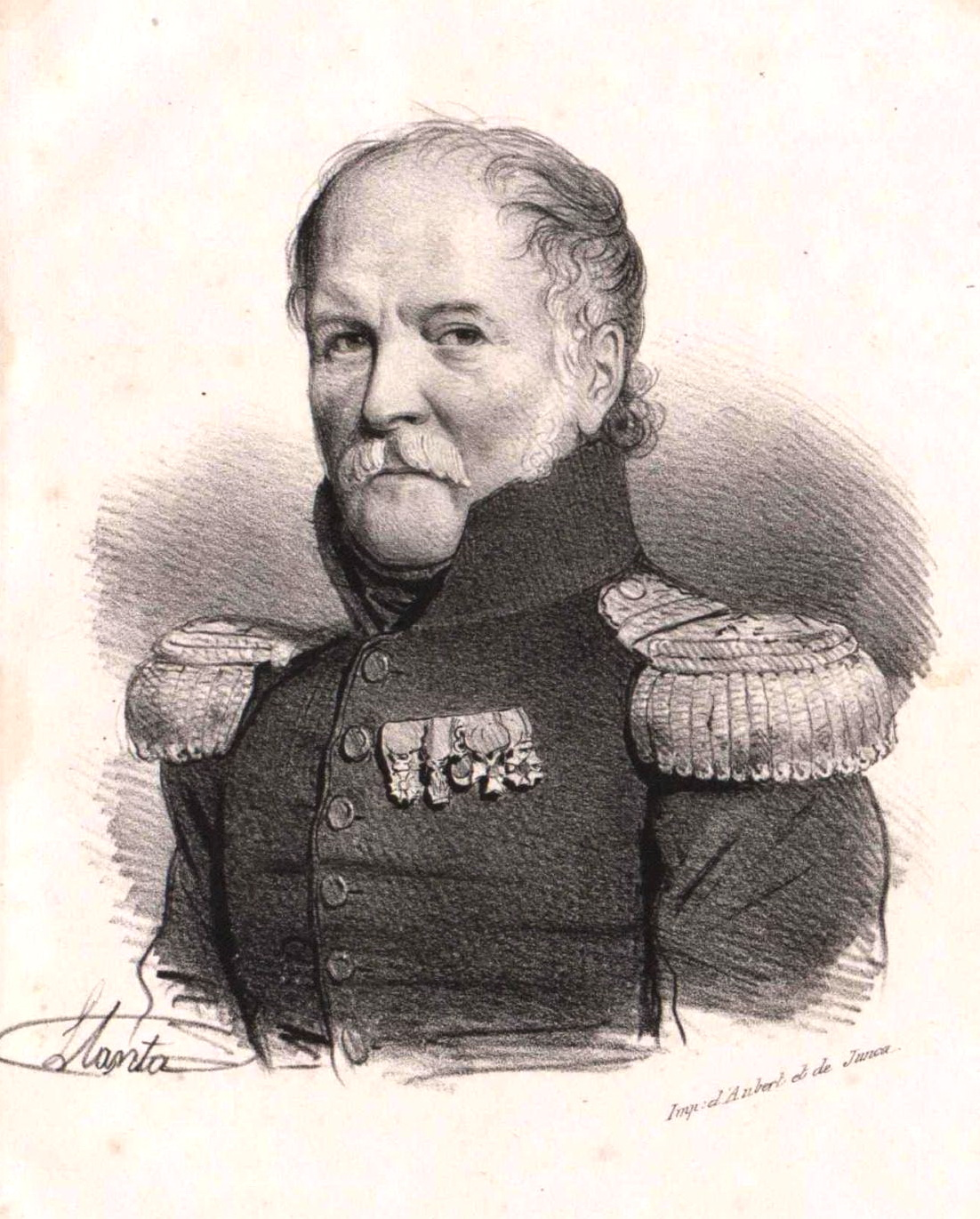
Frédéric François Guillaume de Vaudoncourt (1772–1845)

Frédéric-François Guillaume baron de Vaudoncourt (* 24. September 1772 in Wien; † 2. Mai 1845 in Passy) war ein französischer General und Kriegshistoriker.

## Werdegang
Guillaume de Vaudoncourt, obwohl in Wien geboren, war das Kind französischer Eltern, erhielt seine Ausbildung in Berlin und Paris, wo er 1791 in ein Infanteriebataillon eintrat und 1797 von Bonaparte zum Befehlshaber über die Artillerie der Cisalpinischen Republik ernannt wurde. Nach der Revolution vom 18. Brumaire wurde er in den französischen Generalstab versetzt und 1800 zum Obersten befördert. 1801 erhielt er den Oberbefehl über die Artillerie der Italienischen Republik und 1805 half er Masséna die Erfolge an der Brenta und dem Tagliamento zu erringen.
1809 erhielt er ein Kommando in Tirol, 1812 machte er unter dem Vizekönig Eugen den russischen Feldzug mit, erkrankte aber auf dem Rückzug zu Wilna und geriet in russische Gefangenschaft. 1814 kehrte er nach Frankreich zurück und trat in die Dienste der Bourbonen. Während der Hundert-Tage-Herrschaft ernannte ihn Napoleon I. zum Inspektor der Nationalgarden im Elsass, weshalb er nach des Kaisers zweiter Abdankung flüchtete.
Von München aus, wo er ein Asyl gefunden hatte, begab er sich 1821 nach Piemont und war kurze Zeit Befehlshaber der dortigen konstitutionellen Armee, worauf er über Spanien nach England ging. 1825 nach Frankreich zurückgekehrt, aber im Militärdienst nicht wieder verwandt, starb er 2. Mai 1845 in Passy bei Paris.

## Werke
- Histoire des campagnes d’Annibal en Italie (Mailand 1812, 3 Bände. mit Atlas)
- Mémoires pour servir à l’histoire de la campagne de Russie en 1812 (Paris 1815, mit Atlas)
- Histoire des campagnes d’Italie en 1803 et 1804 (München u. London 1817, mit Atlas)
  - Band 1
- Histoire de la guerre soutenue par les Français en Allemagne en 1813 (Paris 1819, mit Atlas)
- Histoire des campagnes de 1814 et 1815 en France (Paris 1826, 5 Bände)
  - Band 1
  - Band 2
  - Band 3
  - Band 4
- Histoire politique et militaire du prince Eugène Nepoléon, vice-roi d'Italie (Paris 1827, 3 Bände)
- Letters on the Internal Political State of Spain (London 1825)

| Personendaten    | Personendaten                              |
| ---------------- | ------------------------------------------ |
| NAME             | Vaudoncourt, Guillaume de                  |
| KURZBESCHREIBUNG | französischer General und Kriegshistoriker |
| GEBURTSDATUM     | 24. September 1772                         |
| GEBURTSORT       | Wien                                       |
| STERBEDATUM      | 2. Mai 1845                                |
| STERBEORT        | Passy                                      |